# Anne Tolley

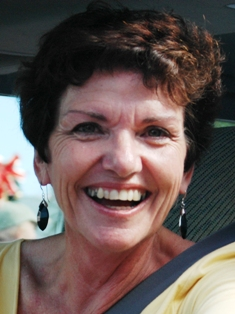
Anne Tolley (2008)

Anne Tolley (* 1. März 1953 in Napier) ist eine neuseeländische Politikerin der New Zealand National Party. Sie war unter anderem Ministerin für Corrections and Police (Strafvollzug und Polizei) und Social Development (Soziale Entwicklung).

## Leben
Ihre politische Karriere begann 1986 als Mitglied des Stadtrats von Napier. 1989 wurde sie zusätzlich stellvertretende Bürgermeisterin. Beide Tätigkeiten übte sie bis 1995 aus. 1999 zog sie über die Liste ihrer Partei ins Repräsentantenhaus ein. 2002 verpasste sie den Einzug in das Parlament, wurde 2005 jedoch wieder gewählt, ebenso 2008. Am 19. November 2008 löste sie Chris Carter als neuseeländische Bildungsministerin ab. Im November 2011 musste sie in folge einer Kabinettsumbildung das Bildungsministerium abgeben und wurde stattdessen zur Ministerin für Strafvollzug und Polizei ernannt.
Seit Oktober 2017 besaß sie kein Ministeramt mehr, übernahm dafür aber am 8. November 2017 die Rolle des Deputy Speaker im neuseeländischen Parlament. Bei der Parlamentswahl 2020 kandidierte sie nicht mehr. Das Direktmandat in ihrem bisherigen Wahlbezirk East Coast ging an Kiritapu Allan (Labour).

## Ministerämter
Von November 2008 bis Oktober 2017 hatte sie insgesamt neun verschiedene Ministerämter inne:
- 19.11.2008 bis 13.12.2011 – Ministerin für Education (Bildung)
- 19.11.2008 bis 13.12.2011 – Ministerin für Education Review Office (Büro für Überprüfung des Bildungssektors)
- 19.11.2008 bis 13.12.2011 – Ministerin für Tertiary Education (Hochschulbildung)
- 14.12.2011 bis 06.10.2014 – Ministerin für Correction (Strafvollzug)
- 14.12.2011 bis 06.10.2014 – Ministerin für Police (Polizei)
- 08.10.2014 bis 26.20.2017 – Ministerin für Social Development (Soziale Entwicklung)
- 20.12.2016 bis 20.12.2016 – Ministerin für Youth (Jugend)
- 20.12.2016 bis 26.10.2017 – Ministerin für Children (Kinder)
- 20.12.2016 bis 26.10.2017 – Ministerin für Local Government (Kommunalverwaltung)

Des Weiteren war sie Mitglied in zahlreichen parlamentarischen Komitees und Deputy Leader of the House (Stellvertretende Führerin des New Zealand House of Representatives).